# Chlorotettix excultus
Chlorotettix excultus är en insektsart som beskrevs av Sanders och Delong 1922. Chlorotettix excultus ingår i släktet Chlorotettix och familjen dvärgstritar. Inga underarter finns listade i Catalogue of Life.